# Robert Murić
Robert Murić (Varaždin, 12 marzo 1996) è un calciatore croato, attaccante del NŠ Mura.

## Carriera

### Club
Murić inizia la sua carriera nelle giovanili della Dinamo Zagabria. Il 1º luglio 2014 viene acquistato dall'Ajax, venendo aggregato alla squadra riserve.
In Eerste Divisie, nella stagione 2014-2015 disputa 17 partite e realizza 4 reti, tra cui una doppietta contro il Volendam. Nella stagione successiva è titolare fisso della squadra riserve; con essa disputa 28 partite andando a segno 8 volte.
Il 21 febbraio 2016, il tecnico della prima squadra Frank de Boer lo convoca per il match casalingo contro l'Excelsior, terminato 3-0. Murić subentra al 37' della ripresa a El Ghazi, compiendo quindi il suo debutto in Eredivisie. Il 6 marzo gioca gli ultimi venti minuti del match esterno contro il Willem II, in quella che sarà la sua seconda e ultima apparizione con la prima squadra.

#### Pescara
Il 20 agosto viene ceduto in prestito al Pescara, fino a fine stagione. Debutta con i biancazzurri il 1º ottobre, nella sconfitta interna contro il ChievoVerona (0-2), subentrando al 39' della ripresa a Brugman.
Il 22 maggio 2017 sigla il suo primo gol in biancazzurro, alla sua quarta presenza, nella vittoria per 2-0 contro il Palermo valevole per la penultima giornata di campionato.

### Nazionale
Nel 2013 ha partecipato ai Mondiali Under-17. Nel 2019 ha invece partecipato agli Europei Under-21.

## Statistiche

### Presenze e reti nei club
Statistiche aggiornate al 6 febbraio 2023.
| Stagione         | Squadra          | Campionato       | Campionato | Campionato | Coppe nazionali | Coppe nazionali | Coppe nazionali | Coppe europee | Coppe europee | Coppe europee | Altre coppe | Altre coppe | Altre coppe | Totale | Totale | Totale |
| Stagione         | Squadra          | Comp             | Pres       | Reti       | Comp            | Pres            | Reti            | Comp          | Pres          | Reti          | Comp        | Pres        | Reti        | Pres   | Reti   |        |
| ---------------- | ---------------- | ---------------- | ---------- | ---------- | --------------- | --------------- | --------------- | ------------- | ------------- | ------------- | ----------- | ----------- | ----------- | ------ | ------ | ------ |
| 2014-2015        | Jong Ajax        | ED               | 17         | 4          | -               | -               | -               | -             | -             | -             | -           | -           | -           | 17     | 4      |        |
| 2015-2016        | Jong Ajax        | ED               | 28         | 8          | -               | -               | -               | -             | -             | -             | -           | -           | -           | 28     | 8      |        |
| 2015-2016        | Ajax             | E                | 2          | 0          | CO              | -               | -               | UCL+UEL       | -             | -             | SO          | -           | -           | 2      | 0      |        |
| ago. 2016        | Jong Ajax        | ED               | 1          | 1          | -               | -               | -               | -             | -             | -             | -           | -           | -           | 1      | 1      |        |
| ago. 2016-2017   | Pescara          | A                | 5          | 1          | CI              | 1               | 0               | -             | -             | -             | -           | -           | -           | 6      | 1      |        |
| ago. 2017        | Jong Ajax        | ED               | 2          | 2          | -               | -               | -               | -             | -             | -             | -           | -           | -           | 2      | 2      |        |
| Totale Jong Ajax | Totale Jong Ajax | Totale Jong Ajax | 48         | 15         |                 | -               | -               |               | -             | -             |             | -           | -           | 48     | 15     |        |
| 2017-2018        | Braga B          | LdH              | 8          | 0          | CP              | -               | -               | -             | -             | -             | -           | -           | -           | 8      | 0      |        |
| 2018-feb. 2019   | Braga B          | LdH              | 10         | 2          | CP              | -               | -               | -             | -             | -             | -           | -           | -           | 10     | 2      |        |
| Totale Braga     | Totale Braga     | Totale Braga     | 18         | 2          |                 | 0               | 0               |               | -             | -             |             | -           | -           | 18     | 2      |        |
| 2018-2019        | Rijeka           | 1.HNL            | 16         | 3          | CC              | 1               | 1               | -             | -             | -             | -           | -           | -           | 17     | 4      |        |
| 2019-2020        | Rijeka           | 1.HNL            | 24         | 6          | CC              | 3               | 3               | UEL           | 3             | 1             | -           | -           | -           | 30     | 10     |        |
| 2020-2021        | Rijeka           | 1.HNL            | 30         | 8          | CC              | 3               | 3               | UEL           | 5             | 1             | -           | -           | -           | 38     | 12     |        |
| 2021-2022        | Rijeka           | 1.HNL            | 30         | 11         | CC              | 4               | 1               | UECL          | 3             | 0             | -           | -           | -           | 37     | 12     |        |
| Totale Rijeka    | Totale Rijeka    | Totale Rijeka    | 100        | 28         |                 | 11              | 8               |               | 11            | 2             |             | -           | -           | 122    | 38     |        |
| 2022-2023        | Konyaspor        | SL               | 18         | 0          | TK              | 2               | 0               | UECL          | 4             | 1             | -           | -           | -           | 24     | 1      |        |
| Totale carriera  | Totale carriera  | Totale carriera  | 191        | 46         |                 | 14              | 8               |               | 15            | 3             |             | -           | -           | 220    | 57     |        |

### Cronologia delle presenze e reti in nazionale
| Cronologia completa delle presenze e delle reti in nazionale ― Croazia under 21 | Cronologia completa delle presenze e delle reti in nazionale ― Croazia under 21 | Cronologia completa delle presenze e delle reti in nazionale ― Croazia under 21 | Cronologia completa delle presenze e delle reti in nazionale ― Croazia under 21 | Cronologia completa delle presenze e delle reti in nazionale ― Croazia under 21 | Cronologia completa delle presenze e delle reti in nazionale ― Croazia under 21 | Cronologia completa delle presenze e delle reti in nazionale ― Croazia under 21 | Cronologia completa delle presenze e delle reti in nazionale ― Croazia under 21 |
| Data                                                                            | Città                                                                           | In casa                                                                         | Risultato                                                                       | Ospiti                                                                          | Competizione                                                                    | Reti                                                                            | Note                                                                            |
| ------------------------------------------------------------------------------- | ------------------------------------------------------------------------------- | ------------------------------------------------------------------------------- | ------------------------------------------------------------------------------- | ------------------------------------------------------------------------------- | ------------------------------------------------------------------------------- | ------------------------------------------------------------------------------- | ------------------------------------------------------------------------------- |
| 23-3-2017                                                                       | Nedelišće                                                                       | Croazia under 21                                                                | 3 – 0                                                                           | Slovenia under 21                                                               | Amichevole                                                                      | 1                                                                               | 46’                                                                             |
| 25-3-2019                                                                       | Frosinone                                                                       | Italia under 21                                                                 | 2 – 2                                                                           | Croazia under 21                                                                | Amichevole                                                                      | -                                                                               | 64’                                                                             |
| 12-6-2019                                                                       | Pola                                                                            | Croazia under 21                                                                | 1 – 0                                                                           | Danimarca under 21                                                              | Amichevole                                                                      | -                                                                               | 62’                                                                             |
| 18-6-2019                                                                       | Serravalle                                                                      | Romania under 21                                                                | 4 – 1                                                                           | Croazia under 21                                                                | Europeo Under-21 2019 - 1º turno                                                | -                                                                               | 77’                                                                             |
| 21-6-2019                                                                       | Serravalle                                                                      | Francia under 21                                                                | 1 – 0                                                                           | Croazia under 21                                                                | Europeo Under-21 2019 - 1º turno                                                | -                                                                               | 63’                                                                             |
| Totale                                                                          |                                                                                 | Presenze                                                                        | 5                                                                               |                                                                                 | Reti                                                                            | 1                                                                               |                                                                                 |

| Cronologia completa delle presenze e delle reti in nazionale ― Croazia under 19 | Cronologia completa delle presenze e delle reti in nazionale ― Croazia under 19 | Cronologia completa delle presenze e delle reti in nazionale ― Croazia under 19 | Cronologia completa delle presenze e delle reti in nazionale ― Croazia under 19 | Cronologia completa delle presenze e delle reti in nazionale ― Croazia under 19 | Cronologia completa delle presenze e delle reti in nazionale ― Croazia under 19 | Cronologia completa delle presenze e delle reti in nazionale ― Croazia under 19 | Cronologia completa delle presenze e delle reti in nazionale ― Croazia under 19 |
| Data                                                                            | Città                                                                           | In casa                                                                         | Risultato                                                                       | Ospiti                                                                          | Competizione                                                                    | Reti                                                                            | Note                                                                            |
| ------------------------------------------------------------------------------- | ------------------------------------------------------------------------------- | ------------------------------------------------------------------------------- | ------------------------------------------------------------------------------- | ------------------------------------------------------------------------------- | ------------------------------------------------------------------------------- | ------------------------------------------------------------------------------- | ------------------------------------------------------------------------------- |
| 26-3-2015                                                                       | Enzesfeld-Lindabrunn                                                            | Italia under 19                                                                 | 2 – 2                                                                           | Croazia under 19                                                                | Qual. Europeo Under-19 2015                                                     | -                                                                               | 86’                                                                             |
| 28-3-2015                                                                       | Wiener Neustadt                                                                 | Croazia under 19                                                                | 0 – 2                                                                           | Austria under 19                                                                | Qual. Europeo Under-19 2015                                                     | -                                                                               | 46’ 50’                                                                         |
| 31-3-2015                                                                       | Enzesfeld-Lindabrunn                                                            | Scozia under 19                                                                 | 1 – 1                                                                           | Croazia under 19                                                                | Qual. Europeo Under-19 2015                                                     | -                                                                               | 66’                                                                             |
| Totale                                                                          |                                                                                 | Presenze                                                                        | 3                                                                               |                                                                                 | Reti                                                                            | 0                                                                               |                                                                                 |

## Palmarès

### Club

#### Competizioni nazionali
- Coppa di Croazia: 2

Rijeka: 2018-2019, 2019-2020